# BLT
Un BLT (acronim din engleză, însemnând Bacon, Lettuce and Tomato, în traducere „bacon, salată și roșii”) este un tip de sandviș cu bacon. BLT-ul standard este alcătuit din patru ingrediente: bacon, salată verde, roșii și pâine. BLT a evoluat de la sandvișurile cu ceai servite înainte de 1900 în aceeași perioadă ca și club sandwich, deși nu este clar când s-a consacrat denumirea de BLT.

## Ingrediente si preparare
Deși există diverse variante de BLT, ingredientele esențiale sunt baconul, salata verde, roșiile, maioneza și pâinea. Cantitatea și calitatea ingredientelor sunt chestiuni de preferință personală. Baconul poate fi bine prăjit sau crud, dar, întrucât el „transportă” alte arome, experții culinari recomandă utilizarea de carne de calitate superioară; în special, chef Edward Lee afirmă „baconul obișnuit de supermarket bacon nu taie muștarul”.
Salata Iceberg este o alegere comună pentru că ea nu adaugă prea multă aromă, în timp ce conferă sandvișului o textură crocantă. Autorul pe teme alimentare Ed Levine⁠(d) a sugerat că BLT nu are nevoie de salată verde deloc, întrucât este „de prisos”, o sugestie pe care Jon Bonné, redactor pe teme de lifestyle la MSNBC, o consideră „șocantă”. Michele Anna Jordan, autoarea The BLT Cookbook⁠(d), consideră că tomatele sunt ingredientul-cheie și recomandă utilizarea de roșiilor din soiuri mai mari, deoarece au mai multă pulpă și mai puține semințe.
Sandvișul este uneori servit cu sosuri, cum ar fi maioneza. Pâinea poate fi de orice fel, albă sau integrală, prăjită sau nu, în funcție de preferințe.

### Variante
Sandvișul are un conținut mare de sodiu și de grăsime, și a fost vizat în special de un efort al lanțurilor de cafenele din Regatul Unit de a reduce consumul de sare și grăsimi. Din această cauză, maioneză cu conținut scăzut de grăsime este un substitut comun, alături de pâinea fără sare și bacon cu puțină grăsime. În 2009, șapte mari lanțuri de cafenele din Regatul Unit s-au angajat să reducă conținutul de sare și grăsimi prin substituții similare. O soluție mai vizibilă este folosirea baconului de curcan⁠(d) în loc de bacon normal. Una dintre variantele de BLT este club sandwich, un sandviș cu două straturi, din care un strat este BLT. Celălalt strat poate fi aproape orice fel de felii de carne, în mod normal, de pui sau de curcan.
BLT a fost descompus în mai multe forme; de exemplu, Edna Lewis și Scott Peacock au creat o salată BLT în The Gift of Southern Cooking, tăind ingredientele în bucăți de 1 țol (25 mm) și adaugând maioneză. Această variație a fost descrisă de redactorul New York Times Julia Reed ca fiind „și mai perfectă decât un BLT”.
Veganii și vegetarienii pot înlocui baconul cu tempeh⁠(d) drept substitut de carne⁠(d) în loc. Această rețetă se numește TLT (Tempeh, Salata verde, Roșii). Alternativ, ei pot folosi și pseudobacon⁠(d).

## Istoria

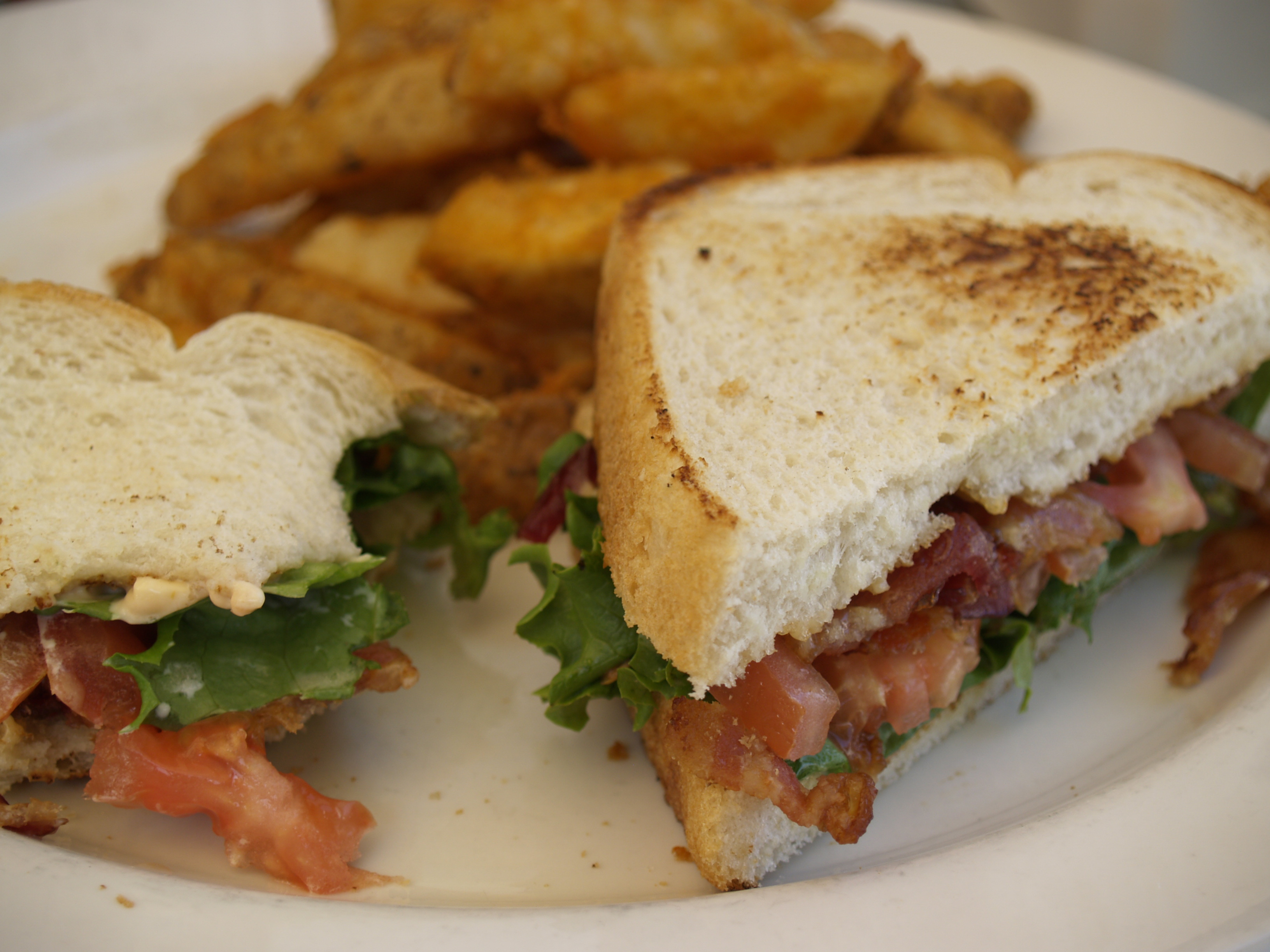
BLT cu cartofi wedges

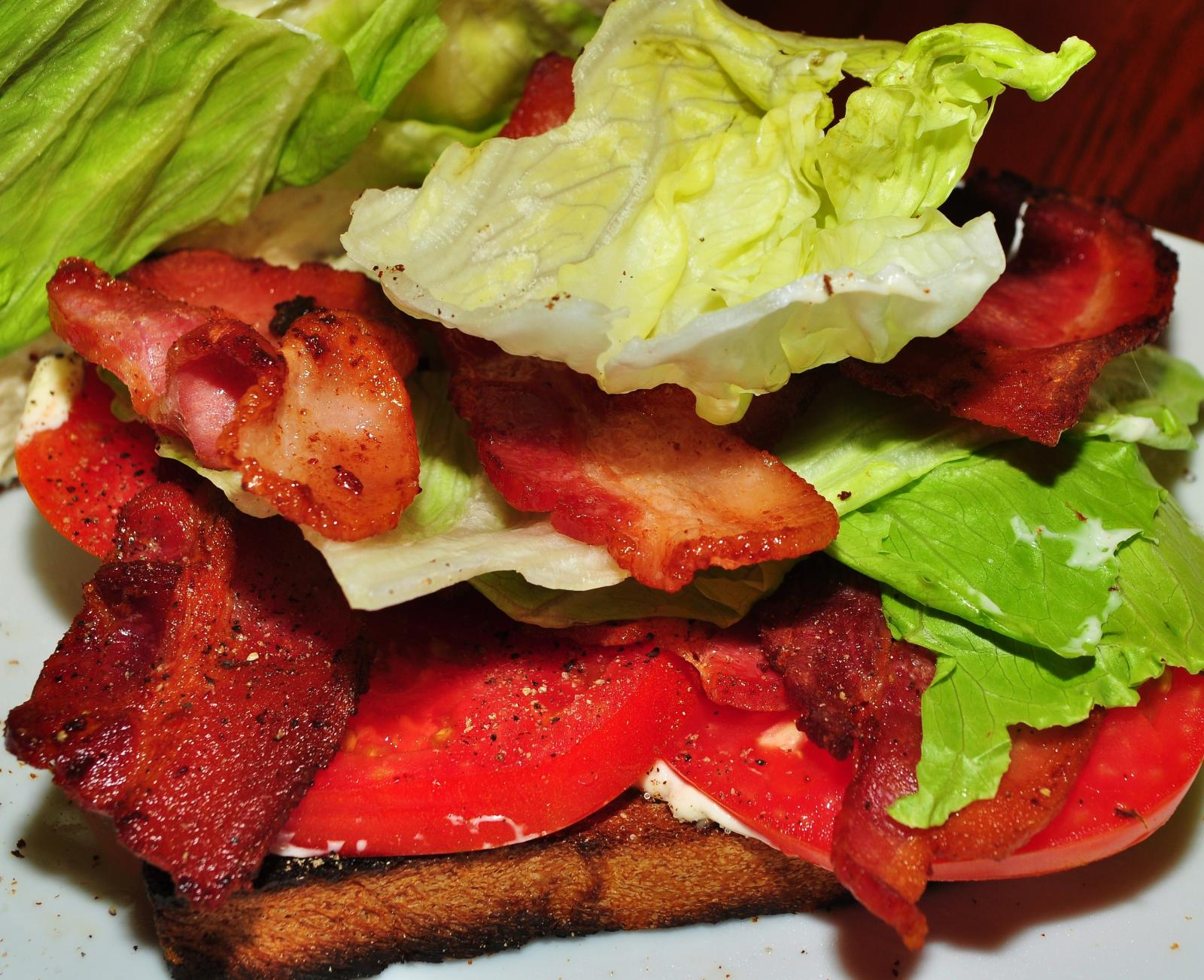
Vedere de aproape a unui sandwich BLT

Deși ingredientele BLT există de mai mulți ani, există puține dovezi de rețete BLT înainte de 1900. În 1903 Good Housekeeping Everyday Cook Book, rețeta pentru club sandwich include bacon, salată verde, roșii, maioneză și o felie de curcan puse între două felii de pâine. în vreme ce cartea din 1929 Seven Hundred Sandwiches nu include nicio secțiune privind sandvișurile cu șuncă, de multe ori rețetele includ murături și niciuna nu conține tomate.
BLT a devenit popular după al Doilea Război Mondial din cauza expansiunii rapide a supermarketurilor, ceea ce a făcut ca ingredientele să fie disponibile pe tot parcursul anului. Inițialele, reprezentând „bacon, salată verde, roșii”, au început probabil în industria americană a restaurantelor ca prescurtare pentru sandwich, dar nu este clar când acest acronim s-a transferat în conștiința publică. De exemplu, ediția din 1951 a Saturday Evening Post face referire la sandwich, deși nu îi folosește inițialele, descriind o scenă în care: „Pe tavă, invariabil, sunt un castron de supă, un sandviș cu pâine prăjită și bacon, salată verde și roșii, și un milkshake cu ciocolată”.
Un număr din 1954 al Modern Hospital  conține o sugestie culinară care include: „supă de fasole, sandviș cu pâine prăjită, bacon, salată și roșii, murături, salată de banane gelificată, dressing cu smântână, și chec.” Prin 1958, Hellman's Mayonnaise își promova produsul ca fiind „tradițional servit pe sandvișurile cu bacon, salată verde, și roșii”, sugerând că acea combinație exista de ceva timp. Există însă mai multe referiri la un „B.L.T” la începutul anilor 1970, inclusiv într-o recenzie a piesei lui Bruce Jay Friedman⁠(d) intitulată Baie de aburi, recenzie ce purta titlul: „B.L.T. pentru Dumnezeu – fără maioneză”. Abrevierea folosită în titlu face referire la o linie de dialog din piesă în care Dumnezeu strigă: „Trimiteți un sandviș cu șuncă și salată și roșii, fără maioneză. Dacă pâinea prăjită e prea arsă, cumplit vă voi lovi cu sabia.” Coexistența versiunii prescurtată și a numelui complet sugerează că a existat o perioadă de tranziție înainte ca abrevierea să se generalizeze.

### Popularitatea
Conform istoricul alimentației John Mariani, este al doilea cel mai popular tip de sandciș în SUA, după sandvișul cu șuncă⁠(d), și un sondaj de opinie realizat de OnePoll în 2008 a arătat că este „preferatul națiunii” în Regatul Unit. Sandvișurile BLT sunt populare mai ales în timpul verii, după recolta de tomate. În Statele Unite, sezonul BLT este asociat cu o creștere sezonieră a prețului pieptului de porc din care se prelucrează baconul.

## BLT în cultură
În 1963, sculptorul pop art Claes Oldenburg⁠(d) a creat Giant BLT - un soft sculpture reprezentând sandvișul, acum aflată în colecția Whitney Museum of American Art⁠(d). Ea măsoară 32 pe 39 țoli (81x99 cm) și folosește vinil, capoc și lemn, pictat în acrilic. De fiecare dată când este mutată, ea trebuie să fie restivuită, ceea ce înseamnă că aspectul ei variază de la o expoziție la alta. Artistul a spus că el nu a instalat-o personal nicăieri de la crearea sa în 1963.
În 2003, s-a stabilit recordul pentru cel mai mare BLT din lume, de către Michele Anna Jordan, măsurând 108 picioare (33 m) lungime. Acesta a fost elaborat la un festival al tomatelor în 2003, în comitatul Sonoma, California, și avea o suprafață totală 14976 țoli pătrați (96620 cm²). În 2008, Marie Ganister și Glenda Castelli au creat un BLT de 146 de picioare (45 m) – un sandwich care inițial a fost proiectat împreună cu Jordan. Recordul a fost din nou depășit de restaurantul Iron Barley din St. Louis, Missouri, cu un BLT măsurând 179 de picioare (55 m), și este în prezent deținut de Bentley Dining Services, care în 2009 a realizat unul de 209 picioare și 1 țol (63,73 m).
În 2004, New Statesman relata că alegerea unui sandvișul drept „preferatul său” de către un politician este una încărcată cu simbolism politic. De exemplu, se sugera că o preferință pentru tikka cu pui⁠(d) ar fi un „blând omagiu adus unui trecut imperial și o declarație fermă în favoarea unui prezent și viitor multiculturale”. Articolul continua, explicând că liderul opoziției britanice⁠(d) de atunci, William Hague⁠(d), îl acuza pe prim-ministrul Tony Blair de ipocrizie în ce privește alimentația, pentru că spune unei părți a societății că mâncarea sa preferată este Pește cu cartofi pai și altei părți că preferă fettucine. Concluzia articolului era că Blair a ales BLT-ul ca sandviș preferat, deoarece face apel la toate clasele sociale.